# San José (Boliwia)
San José – miasto w Boliwii, w departamencie Santa Cruz, w prowincji Andrés Ibáñez.